# 尻手站
尻手站（日语：／ Shitte eki */?）是位於神奈川縣川崎市幸區，屬於東日本旅客鐵道（JR東日本）南武線的鐵路車站。此站位於川崎市內，但在車費區分上視作橫濱市內的車站。
除了南武線的本線外，濱川崎站方向的支線（濱川崎支線、旅客導覽內為「南武支線」）以及往新鶴見信號場的支線（尻手短絡線、貨物列車專用）皆自此站分岔。

## 历史
- 1927年（昭和2年）3月9日：伴随南武鐵道線川崎站 - 登户站間开通运营以尻手停留場的形式开业。
- 1929年（昭和4年）：升格为车站。
- 1930年（昭和5年）
  - 3月25日：貨物支線（本站-滨川崎站）开始运营。
  - 4月10日：本站 - 新滨川崎站之间开始办理客运业务。
- 1944年（昭和19年）4月1日：南武鐵道線国有化，本站成为國鐵南武線的车站。
- 1973年（昭和48年）10月1日：貨物支線滨川崎站-新鶴見信號場（現在的新鶴見信号場）间开始运营。
- 1987年（昭和62年）4月1日：国铁分割民营化，成为東日本旅客鐵道的车站。
- 2001年（平成13年）11月18日：IC卡Suica启用。

## 车站结构
此站为2面3线的高架車站，月台配置為侧式月台1面1線和岛式月台1面2線。

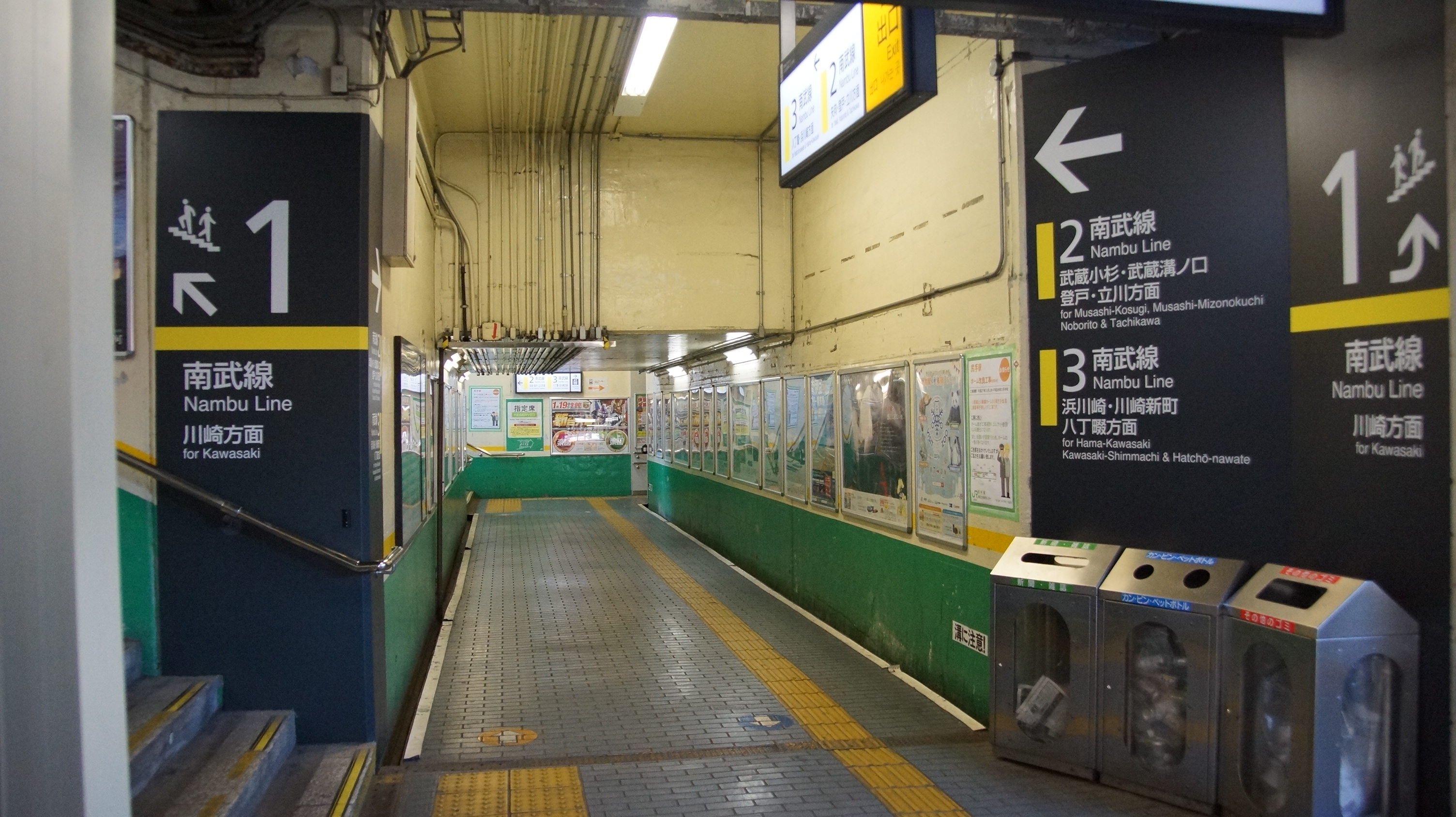
連結各月台的地下道（2016年1月）
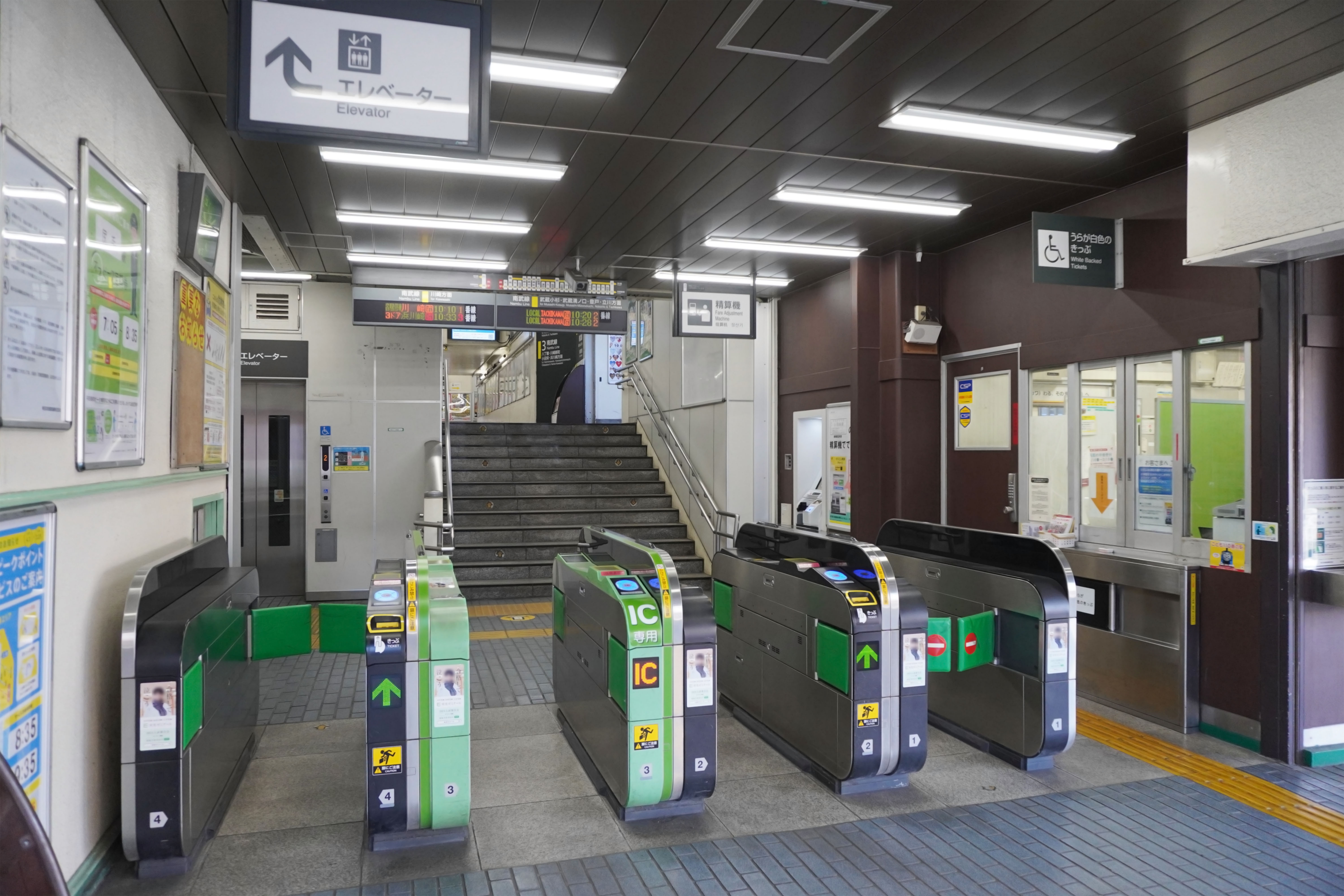
驗票閘口（2024年2月）
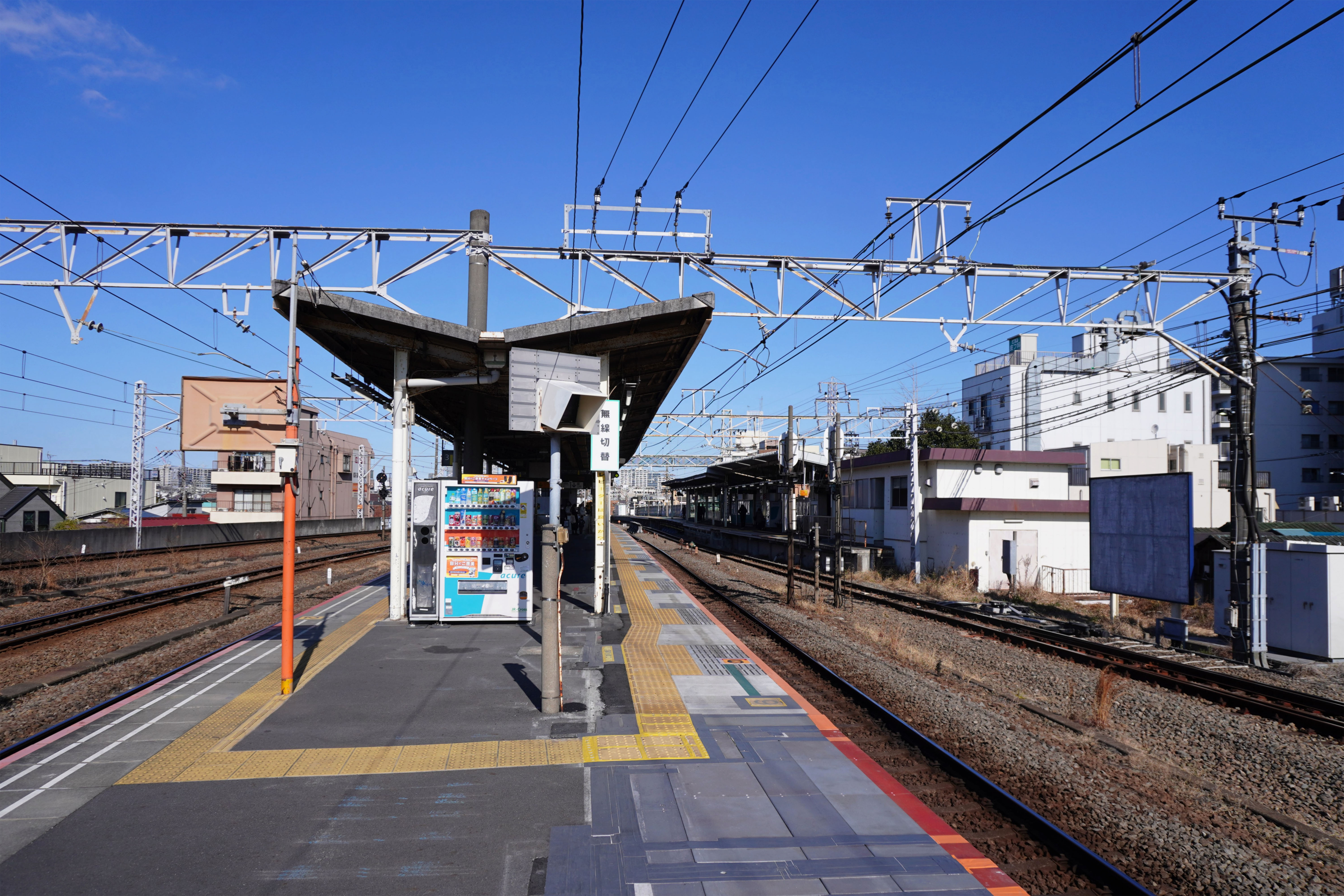
月台（20224年2月）

### 月台配置
| 月台 | 路線   | 方向 | 目的地               |
| ---- | ------ | ---- | -------------------- |
| 1    | 南武線 | 上行 | 川崎方向             |
| 2    | 南武線 | 下行 | 矢向、登户、立川方向 |
| 3    | 南武線 | 支線 | 八丁畷、滨川崎方向   |

（來源：JR東日本:車站構內圖 （页面存档备份，存于））

## 使用情況
2019年（令和元年）度1日平均上車人次為15,067人。此站是與南武支線的轉乘站，也是南武線的轉乘站當中最少的。
近年的推移如下表。
| 年度               | 1日平均 上車人次 | 來源     |
| ------------------ | ---------------- | -------- |
| 1995年（平成07年） | 10,095           | [ * 1 ]  |
| 1996年（平成08年） | 10,083           |          |
| 1997年（平成09年） | 9,855            |          |
| 1998年（平成10年） | 9,759            | [ * 2 ]  |
| 1999年（平成11年） | 9,817            | [ * 3 ]  |
| 2000年（平成12年） | 9,990            | [ * 3 ]  |
| 2001年（平成13年） | 10,339           | [ * 4 ]  |
| 2002年（平成14年） | 10,368           | [ * 5 ]  |
| 2003年（平成15年） | 10,478           | [ * 6 ]  |
| 2004年（平成16年） | 10,733           | [ * 7 ]  |
| 2005年（平成17年） | 11,079           | [ * 8 ]  |
| 2006年（平成18年） | 11,388           | [ * 9 ]  |
| 2007年（平成19年） | 11,544           | [ * 10 ] |
| 2008年（平成20年） | 11,667           | [ * 11 ] |
| 2009年（平成21年） | 11,632           | [ * 12 ] |
| 2010年（平成22年） | 11,691           | [ * 13 ] |
| 2011年（平成23年） | 11,695           | [ * 14 ] |
| 2012年（平成24年） | 12,087           | [ * 15 ] |
| 2013年（平成25年） | 12,873           | [ * 16 ] |
| 2014年（平成26年） | 13,121           | [ * 17 ] |
| 2015年（平成27年） | 13,702           | [ * 18 ] |
| 2016年（平成28年） | 14,242           | [ * 19 ] |
| 2017年（平成29年） | 14,426           |          |
| 2018年（平成30年） | 14,887           |          |
| 2019年（令和元年） | 15,067           |          |

## 相鄰車站
東日本旅客鐵道（JR東日本）
 南武線
■快速
通過
■各站停車
川崎（JN 01）－尻手（JN 02）－矢向（JN 03）
 南武線支線（濱川崎支線）
尻手（JN 02）－八丁畷（JN 51）
南武線貨物支線（尻手短絡線）
尻手－（新鶴見信號場）－鶴見

## 外部連結
- 車站資訊（尻手）：東日本旅客鐵道